# ファング一家の奇想天外な秘密
『ファング一家の奇想天外な秘密』（原題:The Family Fang）は2015年に公開されたアメリカ合衆国のコメディ映画である。監督はジェイソン・ベイトマン、主演はニコール・キッドマンが務めた。本作はケヴィン・ウィルソン（Kevin Wilson）が2011年に上梓した小説『ファング一家の奇想天外な謎めいた生活』（原題:The Family Fang）を原作としている。本作は日本国内で劇場公開されなかったが、2017年3月3日にDVDが発売された。

## ストーリー
ケイレブ・ファングは芸術家として活動していたが、その作品は「一家で銀行強盗の芝居をする」「自分の子供を人前で罵倒する」など奇天烈極まりないものであった。ケイレブの変人ぶりは子育てにも遺憾なく発揮され、芸術の一環として子供のアニーとバクスターをそれぞれA、Bと呼んでいた。その結果、2人は普通とかけ離れた幼少期を送ることになった。ケイレブは「子供たちが芸術の素材になると気が付くまで、私は父親としての役目を果たすことに一切関心を持てませんでした」と語る始末であった。
アニーとバクスターはそうして大人になっていったが、中年期にさしかかった2人は仕事面で行き詰まっていた。アニーは映画界で成功を収めていたものの、加齢が原因で出演オファーが少なくなっていた。ついにはトップレスでの演技で巻き返しを図るに至ったが、不発に終わってしまった。バクスターは小説家として活動していたが、スランプから抜け出せずに苦悩していた。しかも、記事を書くための取材中に負傷して入院することになるという不運に見舞われた。アニーは病院にバクスターを見舞った。
アニーとバクスターは久しぶりに帰省することにした。帰省して早々、2人はケイレブの芸術に付き合わされる羽目になった。しかし、ケイレブの芸術センスは2人の子供時代に比べて衰えており、それを目の当たりにした2人は失望することとなった。それからしばらくして、ケイレブと妻のケミーユは失踪した。ケイレブの車は近所の駐車場で発見されたが、血痕がついていた。事件の可能性を疑った警察が捜査に乗り出したが、アニーは失踪事件が両親の芸術活動なのではないかと疑っていた。一方のバクスターは警察とアニーの言い分のどちらが正しいのか判断できずにいた。
その後、アニーはふと高校時代に起きた事件を思い出していた。学校祭の出し物で『ロミオとジュリエット』を上演することになり、アニーがジュリエット役に選ばれたのだが、ロミオ役の男子が緊張のあまり演技ができない状態に陥ったのである。その代役としてバクスターが選ばれ、アニーとバクスターは姉弟でキスをする羽目になってしまったのである。バクスターは姉とのキスを嫌がったが、その光景を見た観客は爆笑し、アニーは侮辱された気分になった。観念したバクスターは舞台上でアニーにキスをしたが、それを見た校長は激怒し、演出を担当した教師（デラノ）を解雇した。デラノは「自分がクビになったことも、ケイレブさんの作品の一つになれるかもね」と2人に言った。自分たちのキスシーンがケイレブによって仕組まれていたことを知った2人は戦慄し、それ以来両親の芸術活動に一切協力しなくなったのである。
2人は両親の捜索を諦め、思い出の品々をフリーマーケットで処分することにした。両親が所有していたCDをBGMにかけていた2人はある曲を聞いて仰天した。その曲は子供時代に自分たちが芸術活動の一環として歌わされた曲であり、一家しか知り得ない曲だったからである。2人はその曲を歌っているバンドの自宅に押しかけた。そこで2人が目にしたのは余りにも過酷な真実であった。

## キャスト
- ニコール・キッドマン - アニー・ファング
  - テイラー・ローズ - 18歳の頃のアニー・ファング
  - マッケンジー・スミス - 13歳の頃のアニー・ファング
- ジェイソン・ベイトマン - バクスター・ファング
  - カイル・ドネリー - 16歳の頃のバクスター
  - ジャック・マッカーシー - 11歳の頃のバクスター
- クリストファー・ウォーケン - ケイレブ・ファング
  - ジェイソン・バトラー・ハーナー - 若い頃のケイレブ
- メアリーアン・プランケット - ケミーユ・ファング
  - キャスリン・ハーン - 若い頃のケミーユ
- フランク・ハーツ - ダナム
- ハリス・ユーリン - ホバート・ワックスマン
- ジョシュ・パイス - フリーマン
- グレインジャー・ハインズ - ヘイル保安官
- ロビー・タン - アーデン
- マイケル・チャーナス - ケニー
- ガブリエル・イーバート - ジョゼフ
- エディ・ミッチェル - ルーカス
- パトリック・ミッチェル - ライナス
- リンダ・エモンド - デラノ先生

## 製作
2011年10月27日、ニコール・キッドマン率いるブロッサム・フィルムズがケヴィン・ウィルソンの小説『ファング一家の奇想天外な謎めいた生活』の映画化権を獲得したと発表した。2012年5月8日、デヴィッド・リンジー＝アベイアが脚色のために起用されたと報じられた。2013年11月1日、ジェイソン・ベイトマンが監督と主演を兼任し、キッドマンも出演するとの報道があった。2014年5月5日、クリストファー・ウォーケンがキャスト入りした。7月14日、本作の主要撮影がニューヨークで始まった。

## 公開
2015年9月14日、本作は第40回トロント国際映画祭でプレミア上映された。10月8日、スターツ・デジタルが本作の全米配給権を獲得したと報じられた。2016年4月8日、本作の予告編が公開された。

## 評価
本作は批評家から好意的に評価されている。映画批評集積サイトのRotten Tomatoesには78件のレビューがあり、批評家支持率は81%、平均点は10点満点で6.6点となっている。サイト側による批評家の見解の要約は「ニコール・キッドマンとジェイソン・ベイトマンの重層的な演技のお陰で、『ファング一家の奇想天外な秘密』は機能不全となった家族への鋭い洞察に深みが加わっている。」となっている。また、Metacriticには28件のレビューがあり、加重平均値は67/100となっている。